# Weberocereus rosei
A Weberocereus rosei egy természetben nagyon ritka epifita kaktusz, mellyel termesztésben is csak ritkán lehet találkozni.

## Elterjedése és élőheyle
Ecuador: Chimborazo vulkán, Rio Chancan kanyon; 700–1000 m tszf. magasságban.

## Jellemzői
Epifita, lecsüngő bokrot képez, hajtásainak töve hengeres, a felső része lapított, akár 900 mm hosszú is lehet. A hajtások 40–80 mm szélesek, vaskos középérrel, az élek lekerekítettek. Areolái fehéren gyapjasak, 1-4 sertét viselnek. Virágai legfeljebb 70 mm hosszúak, a pericarpium ép, a tölcsér finoman tövisezett, a tövisek hossza a 10 mm-t is elérheti. A külső szirmok sárgás-zöldes árnyalatúak, a belsők zöldes krémszínűek. Termése 45 mm hosszú, vörös, sok 10 mm hosszú tövissel borított bogyó.